# U-228
Unterseeboot 228 foi um submarino alemão do Tipo VIIC, pertencente a Kriegsmarine que atuou durante a Segunda Guerra Mundial.

## Comandantes
| Comandante                  | Data                                    |
| --------------------------- | --------------------------------------- |
| Kptlt. Erwin Christophersen | 12 de setembro de 1942 - agosto de 1944 |
| Kptlt. Herbert Engel        | agosto de 1944 - 5 de outubro de 1944   |

## Subordinação
Durante o seu tempo de serviço, esteve subordinado às seguintes flotilhas:
| Período                                          | Flotilha                                  |
| ------------------------------------------------ | ----------------------------------------- |
| 12 de setembro de 1942 - 28 de fevereiro de 1943 | 5. Unterseebootsflottille (treinamento)   |
| 1 de março de 1943 - 5 de outubro de 1944        | 6. Unterseebootsflottille (serviço ativo) |

## Operações conjuntas de ataque
O U-228 participou das seguinte operações de ataque combinado durante a sua carreira:
- Rudeltaktik Burggraf (24 de fevereiro de 1943 - 5 de março de 1943)
- Rudeltaktik Westmark (6 de março de 1943 - 11 de março de 1943)
- Rudeltaktik Oder (17 de maio de 1943 - 19 de maio de 1943)
- Rudeltaktik Mosel (19 de maio de 1943 - 24 de maio de 1943)
- Rudeltaktik Trutz (1 de junho de 1943 - 16 de junho de 1943)
- Rudeltaktik Trutz 1 (16 de junho de 1943 - 29 de junho de 1943)
- Rudeltaktik Geier 1 (30 de junho de 1943 - 12 de julho de 1943)
- Rudeltaktik Schill (1 de novembro de 1943 - 16 de novembro de 1943)
- Rudeltaktik Schill 1 (16 de novembro de 1943 - 22 de novembro de 1943)
- Rudeltaktik Weddigen (22 de novembro de 1943 - 7 de dezembro de 1943)